# 江南春 (企业家)
江南春（1973年—），男，上海人，中国传媒界企业家。创立分众传媒，现任董事局主席、首席执行官。

## 生平
1973年出生于上海。华东师范大学91级中文系，1995年毕业于华东师范大学，获得汉语言文学士学位。
1994年至2003年，担任永怡传播有限公司首席执行官。2003年5月，创立分众传媒，出任公司董事局主席并兼任首席执行官（CEO）。
2012年5月发布的《高傅2012胡润上海财富白皮书》显示，江南春在上海本土富豪中位列第三，仅次于叶立培和刘益谦，是“上海本土三大富豪”之一。

## 上市并购记录
2005年7月13日，分众传媒在美国纳斯达克上市，江南春身价时值美元2.7亿，成为传媒新星。分众传媒纳斯达克上市IPO融资高达1.72亿美元，创造了当时国内广告传媒公司IPO记录。
2006年1月4日，分众传媒以3960万美元收购框架媒介，涉足高档公寓传媒广告领域。2006年1月8日，投资3.25亿美元并购聚众传（当时是中国大陆楼宇视频媒体的第二大运营商），成为楼宇电视、社区电视、户外大屏幕等媒体广告领域的牛耳。2006年3月7日，斥资1500万美元现金加1500万美元股票全资收购北京凯威点告网络技术有限公司，涉足手机媒体广告领域。2006年8月31日，收购影院广告公司ACL，涉足影院媒体广告领域。2007年3月1日，分众传媒宣布，将以7000万美元现金和1.55亿美元分众传媒普通股收购国内最大网络广告服务商好耶，进军网络广告领域。2007年3月1日，斥资7000万美元现金加1.55亿美元普通股收购好耶（当时中国大陆最大的网络广告服务商），涉足网络传媒广告领域。 

## 荣誉
江南春在新闻传媒界获得很多荣誉。
- 2003年9月：获得2003 年度“中国当代杰出广告人”称号（中国广告协会/《广告人》编辑部举办的“中国当代杰出广告人”联合评选）
- 2003年12月：2003年度传媒人物（中华人民共和国新闻出版总署/《传媒》杂志评选）
- 2004年：2004年度中国广告十大风云人物（中央电视台，中国传媒大学等共同评选）
- 2005年：“2005十大聚人气企业家”（英才杂志、北京青年报、凤凰卫视、新浪网四家媒体联合评选）
- 2005年11月：获得“全球华人企业领袖东方菁英奖”（全球华人领袖峰会评选）
- 2005年12月：2005年度中国品牌建设最具影响力推动人物（中国世贸组织研究会和中国广播电视协会共同评出）